# René Bouët-Willaumez
Pour les articles homonymes, voir Bouet et Willaumez.
Le comte René Bouët-Willaumez, né à Rennes le 12 juin 1900 et décédé à Clamart le 14 avril 1979, fils du comte Henry Edouard Hervé Bouët-Willaumez (1872-1948) et de Fanny Marie Anne Dorange (1876-1959), est un illustrateur de mode du milieu du XXe siècle, d'origine bretonne, connu pour son travail dans le magazine Vogue.

## Biographie
René Bouët-Willaumez serait un comte breton,. Après des études à l'École centrale, il abandonne sa carrière d'ingénieur pour s'établir à Paris et y mener une carrière artistique, sur les conseils de Main Bocher. Sportif, mondain, doué pour l'illustration, il va développer un style reconnaissable avec ses dessins fluides, précis, et descriptifs.
Découvert par Condé Nast, sa première apparition dans Vogue date de 1929, pour travailler ensuite  régulièrement pour ce magazine. Ses relations avec Carl Erickson sont tendues. Son style étant très proche de celui de sa femme Lee Erickson, alors à l'apogée de sa carrière, celle-ci insiste auprès de Michel de Brunhoff pour éloigner Bouët-Willaumez de Paris: il part pour Londres,. Pourtant, en 1933, Pierre Mourgue, Carl Erickson et sa femme Lee, ou Benito sont bien en place au sein de Vogue. Willaumez est alors seulement décrit comme « l'illustrateur en vue ». Mais alors que la couleur entre majoritairement dans les pages du magazine de mode à cette époque, René Bouët-Willaumez va rapidement s'imposer et trouver sa place l fait rapidement partie, avec Eric alors au sommet de son art, des « stars de l'entre-deux guerres », devient « illustrateur vedette » de Vogue, malgré l'arrivée du renommé Christian Bérard, puis de René Bouché quelque temps après. Durant de nombreuses années, il est essentiellement sollicité par l'édition américaine de Vogue et est peu publié dans les éditions anglaises ou françaises.
Dès la première année de la Seconde Guerre mondiale, René Bouët-Willaumez s'installe à New York avec d'autres illustrateurs. Aux environs des années 1950, les publications de ses illustrations se font de plus en plus rares.
Il contracta trois alliances : avec Isabel Gadsden-Rawlings, dont il divorça avec postérité, avec Margaret Maléna Minnigerode dont il divorça sans postérité, avec Fabienne de Boisboissel dont il n'eut pas de postérité.
Il meurt en 1979, après que sa carrière et son style aient été systématiquement comparés, mis en exergue, avec Carl Erickson  René Bouët-Willaumez sera souvent défini comme un illustrateur « rival » et « complémentaire » de ce dernier.